# ناتاليا أنيسيموفا
ناتاليا أنيسيموفا (بالروسية: Анисимова, Наталья)‏ هي منافسة ألعاب القوى روسية، ولدت في 8 مايو 1973.

## وصلات خارجية
- ناتاليا أنيسيموفا على موقع الاتحاد الدولي لألعاب القوى (الإنجليزية)